# مادر (فیلم ۱۹۹۰)
«مادر» (روسی: Мать) یک فیلم درام است به کارگردانی گلب پانفیلوف که در سال ۱۹۹۰ منتشر شد. این فیلم بر اساس رمانی به همین نام (۱۹۰۶) نوشته ماکسیم گوری ساخته شده‌است.
از بازیگران آن می‌توان به اینا چوریکوفا، آنتونلا اینترلنگی و ماریو آدورف اشاره کرد.